# MADE (빅뱅의 음반)
《MADE》(한국어: 메이드)는 대한민국의 음악 그룹 빅뱅의 한국 세 번째 정규 음반이다. 이 음반은 8년 만에 나오는 정규 음반이기도 하다. 2016년 12월 13일에 발매하였다.

## 음반 소개
이 음반은 2015년 5월부터 2015년 8월까지 매월 1일에 출시 된 'M', 'A', 'D', 'E' ('E'는 8월 5일에 발매되었다.)으로 구성 된 단일 싱글 앨범들을 모아 'MADE'라는 정규 앨범으로 발매되었다.

## 발매 배경
2015년 4월 17일, YG 엔터테인먼트는 첫 티저 이미지를 공개하며 빅뱅의 컴백을 알렸다. 이후, 빅뱅의 월드 투어 BIGBANG MADE TOUR 2015 개최를 발표하였다. YG 엔터테인먼트는 빅뱅의 'MADE 시리즈: M' 타이틀 곡의 티저를 발표했다. 5월 26일과 27일에 YG 엔터테인먼트는 빅뱅의 'MADE 시리즈: A'의 타이틀 곡 "뱅뱅뱅 (BANG BANG BANG)"과 "WE LIKE 2 PARTY"의 티저 이미지를 공개했다. 6월 26일과 27일, YG 엔터테인먼트는 세 번째 'MADE 시리즈: D'의 타이틀 곡 "If You"와 "맨정신"의 티저 이미지를 공개했으며, 뮤직 비디오는 "맨정신"만이 제작 되었다. 네 번째 시리즈 'MADE 시리즈: E'는 당초 8월 1일에 발매될 예정이였지만, 빅뱅의 월드 투어 스케줄으로 8월 5일에 발매가 변경되었다. 또한 이 싱글에 수록 된 두 곡은 "우리 사랑하지 말아요"와 GD&TOP이 지난 2010년에 이어 5년만에 발표하는 유닛 신곡 "쩔어"가 수록 되었다.
8월 18일, YG 엔터테인먼트는 언론을 통해 “지난 4개월 동안 《MADE》 시리즈 앨범을 발표하며 쉴 틈 없이 달려온 빅뱅이 9월 1일 예정돼 있던 정규 앨범 발표를 잠시 연기한다. 빅뱅 멤버들 역시 정규앨범인만큼 좀 더 완성도 있는 앨범을 위해 추가로 신곡 작업을 하고 싶다는 의견을 전해와 국내 방송 활동을 위해 약 3주간 비워놓은 9월 스케줄을 멤버들의 재충전과 함께 추가 신곡 작업을 위한 시간으로 활용하기로 했다.”라고 발표했다.

## 평가
2018년 1월 기준, 빅뱅의 MADE 앨범의 뮤직 비디오 7편은 유투브에서 총 8억 7천만 뷰의 조회수를 기록하고 있다. 또한 중국의 유명 비디오 사이트인 유쿠(Youku)와 QQ 뮤직에서는 총합 700만 뷰를 기록했다.

## 상업적 성과
M, A과 D는 상업적인 성공을 거두었으며, M은 발매 이후, 이틀만에 130,000장을 판매해 가온 차트 (4월)에서 최고 3위를 차지했고, 한국에서는 총 134,000장과 중국에서는 총 400,000장의 음반 판매량을 기록했다. 두 달간 이 싱글은 미국에서의 추가적인 디지털 판매량 17,000 카피가 더해져 각각 988,321(Loser)와 828,966 (BAE BAE)를 기록했다. 현재까지 합계로는 M은 세계적으로 240만 카피를 판매했다. 또한 A는 6월에 93,504 카피가 더해져, 중국에서는 600,000 카피 이상을 기록했다. 이 싱글은 각각 720,691 (뱅뱅뱅 (BANG BANG BANG))과 543,676 (WE LIKE 2 PARTY)를 기록했으며, 미국에서는 18,000 카피를 기록했다. 현재까지 합계로는 A은 세계적으로 200만 이상의 카피를 판매했다.
세 번째 싱글 D는 2주간 홀로 중국에서 800,000 카피를 판매였고, "If You"는 308,120 카피를 기록했다. "맨정신"는 한국에서 276,180 카피를 기록했다. D는 합계 140만 이상을 판매했다. 첫 싱글부터 세 장의 싱글에 걸쳐, 전 세계적으로 580만 카피가 판매되었다.
9월 27일 기준으로, 이 싱글 프로젝트의 뮤직 비디오는 유튜브에서 265백만의 조회수를 기록하고 있다. 9월 12일 기준으로 중국에서 이 네 장의 싱글은 350만 이상의 디지털 음원을 판매했으며, 한국에서는 410,000장 이상의 음반 판매량을 기록했고, 싱글로만 730만의 디지털 음원을 판매했으며, 4개월여만에 전 세계에서 1,000만 이상의 디지털 음원 판매 기록을 세웠다.

## 수상 및 기록
| 상(주최)  | 부분                            | 랭크 | 참고   |
| --------- | ------------------------------- | ---- | ------ |
| 미국 퓨즈 | 2014 가장 기대되는 여름 앨범 25 | 선정 | [ 25 ] |
| 미국 퓨즈 | 2015 가장 기대되는 가을 앨범 35 | 선정 | [ 26 ] |

## 트랙 리스트
| #   | 제목                                              | 작사                         | 작곡                          | 편곡            | 재생 시간 |
| --- | ------------------------------------------------- | ---------------------------- | ----------------------------- | --------------- | --------- |
| 1.  | 〈에라 모르겠다〉 (FXXK IT)                       | Teddy, G-Dragon, T.O.P       | Teddy, G-Dragon, R.Tee        | Teddy, R.Tee    | 3:52      |
| 2.  | 〈LAST DANCE〉                                    | G-Dragon, T.O.P, 태양        | G-Dragon, 전용준              | 서원진, 24      | 4:40      |
| 3.  | 〈GIRLFRIEND〉                                    | Teddy, G-Dragon, T.O.P       | Teddy, G-Dragon, Choice37     | Teddy, Choice37 | 3:49      |
| 4.  | 〈우리 사랑하지 말아요〉 (LET'S NOT FALL IN LOVE) | Teddy, G-Dragon              | Teddy, G-Dragon               | Teddy           | 3:32      |
| 5.  | 〈Loser〉                                         | Teddy, T.O.P, G-Dragon       | Teddy, 태양                   | Teddy           | 3:39      |
| 6.  | 〈BAE BAE〉                                       | G-Dragon, Teddy, T.O.P       | Teddy, G-Dragon, T.O.P        | Teddy           | 2:49      |
| 7.  | 〈뱅뱅뱅 (BANG BANG BANG)〉                       | Teddy, G-Dragon, T.O.P       | Teddy, G-Dragon               | Teddy           | 3:40      |
| 8.  | 〈맨정신〉 (SOBER)                                | Teddy, G-Dragon, T.O.P       | Teddy, Choice37, G-Dragon     | Teddy, Choice37 | 3:57      |
| 9.  | 〈IF YOU〉                                        | G-DRAGON                     | G-DRAGON, P.K, Dee.P          | P.K, Dee.P      | 4:24      |
| 10. | 〈쩔어 (GD&TOP)〉                                 | G-DRAGON, T.O.P, TEDDY       | G-DRAGON, T.O.P, TEDDY        | TEDDY           | 3:14      |
| 11. | 〈WE LIKE 2 PARTY〉                               | G-DRAGON, T.O.P, Teddy, KUSH | G-DRAGON, TEDDY, KUSH, 서원진 | TEDDY, KUSH     | 3:16      |

## 같이 보기
- M
- A
- D
- E